# Mogiła (Kraków)

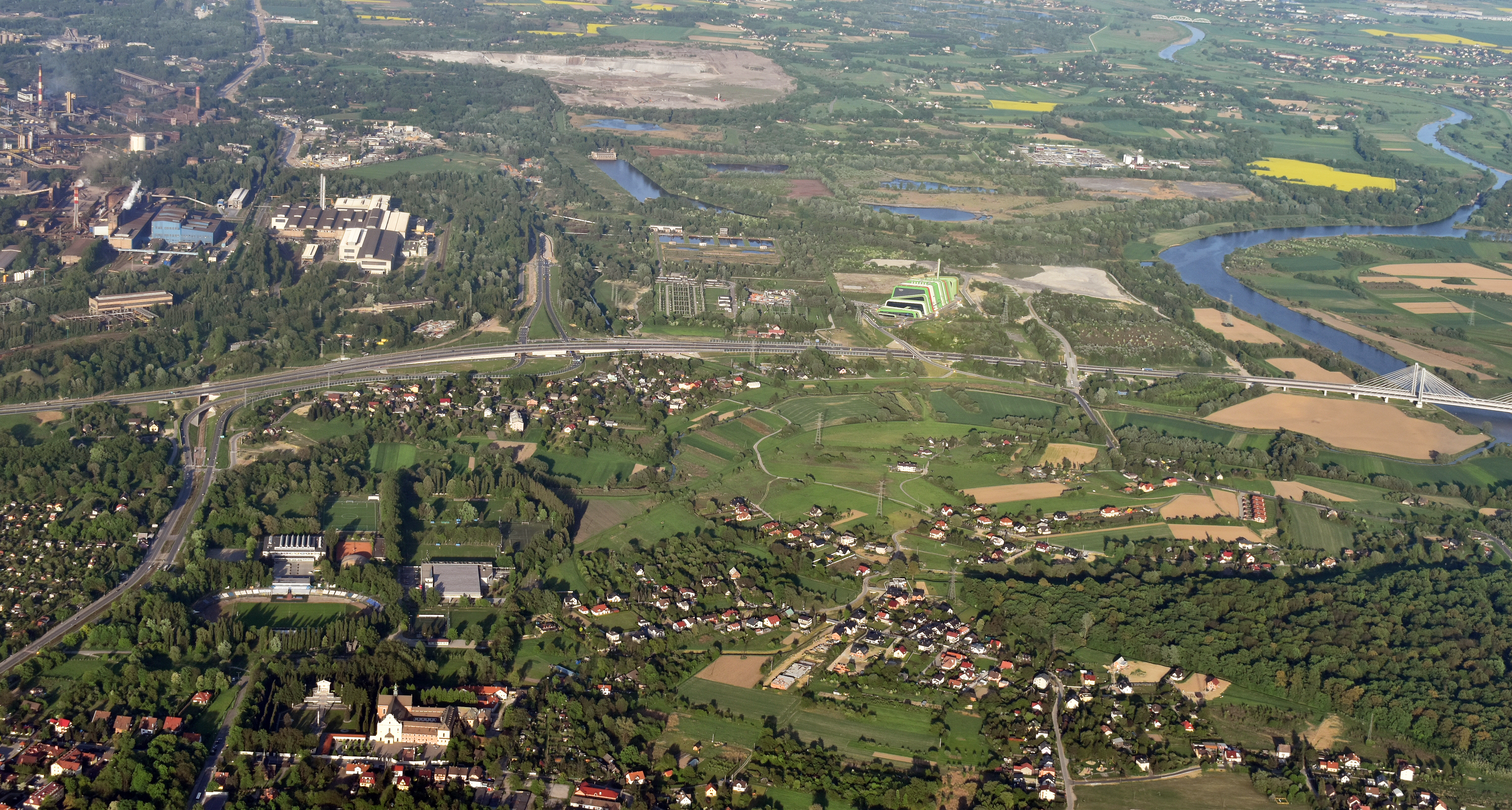
Überblick

Mogiła ist ein ehemaliges Dorf am linken Ufer der Weichsel, jetzt innerhalb der Stadt Krakau, im Verwaltungsbezirk Nowa Huta in Polen.

## Geschichte
Laut einer Legende war Mogiła, wörtlich übersetzt: ein „Grabhügel“, der Ort, wo Wanda bestattet wurde (siehe Wanda-Hügel).
Im Jahr 1222 gab Iwo Odrowąż, der Bischof von Krakau, das Dorf Clara Tumba den Zisterziensern (siehe Kloster Mogila). Der Name Mogiła erschien erstmals im Jahr 1291. Die Mönche erbauten die Christi-Geburt-Kirche, erstmals im Jahr 1329 erwähnt.
Im späten 15. und frühen 16. Jahrhundert befand sich in Mogiła eine der wichtigsten Seigerhütten der Fugger-Thurzo-Gesellschaft.
Der Ort gehörte zunächst zum Königreich Polen (ab 1569 in der Adelsrepublik Polen-Litauen), Woiwodschaft Krakau, Kreis Proszowice (später Kreis Kraków). Eine Vaudeville aus dem Jahr 1794 von Wojciech Bogusławski, „Cud mniemany, czyli Krakowiacy i Górale“, spielte in Mogiła.
Bei der dritten Teilung Polens wurde Mogiła 1795 Teil des habsburgischen Kaiserreichs. In den Jahren 1815–1846 gehörte das Dorf zur Republik Krakau, 1846 wurde es als Teil des Großherzogtums Krakau wieder in die Länder des Kaisertums Österreich annektiert. Ab dem Jahr 1855 gehörte Mogiła zum Bezirk Krakau. Eine Befestigung der Festung Krakau wurde in den Jahren 1895 bis 1896 von Österreichern erbaut.
Am 23. Juni 1949 wurde auf dem nördlichen Grund von Mogiła der Bau von Nowa Huta begonnen. Bis 1950 war Mogiła ein Sitz einer Gemeinde, die am 1. Januar 1951 nach Krakau eingemeindet wurde.